# Заварухин, Алексей Борисович
Алексей Борисович Заварухин (род. 30 октября 1980, Челябинск) — российский хоккеист, центральный нападающий. Тренер.

## Биография
Двоюродный брат Николая Заварухина. Воспитанник челябинского «Трактора». Начал профессиональную карьеру в 2000 году в составе «Трактора», выступая до этого за его фарм-клуб, а также вторую команду «Мечела». В дебютном сезоне провёл 61 матч, набрав 20 (7+13) очков, а команда вылетела в высшую лигу. После пяти сезонов «Трактор» вернулся в элиту. К тому времени Заварухин стал капитаном команды; всего в составе клуба выступал на протяжении девяти сезонов, набрав за это время 181 (82+99) очко в 482 матчах. 22 мая 2009 года подписал двухлетний контракт с московским «Спартаком». Провёл 27 матчей и 3 декабря был обменян в нижнекамский «Нефтехимик» на Андрея Кузьмина. В новом клубе сыграл лишь четыре игры, после чего вернулся в родной «Трактор», где за оставшуюся часть сезона набрал 9 (6+3) очков в 22 матчах. 26 июля 2010 года, не сумев договориться с клубом о сумме нового контракта, расторг соглашение. 12 августа на два года стал игроком новосибирской «Сибири». В сезоне 2010/11 провёл 51 матч, набрав 16 (5+11) очков, 6 сентября 2011 года руководство новосибирцев приняло решение расстаться с игроком. Спустя неделю Заварухин подписал контракт с «Мечелом» из ВХЛ, однако уже после четырёх сыгранных встреч вернулся в Континентальную хоккейную лигу, вновь заключив соглашение до конца сезона с московским «Спартаком».

## Статистика
| Легенда | Легенда                    | Легенда | Легенда                   | Легенда | Легенда    |
| ------- | -------------------------- | ------- | ------------------------- | ------- | ---------- |
| И       | Количество проведённых игр | Штр     | Штрафное время            | +/−     | Плюс-минус |
| Г       | Голы                       | П       | Голевые передачи          | О       | Очки       |
| -       | Статистика неизвестна      | —       | Статистика не учитывалась |         |            |

### Клубная карьера
- a В этом сезоне в «Плей-офф» учитывается статистика игрока в Кубке Надежды.